# Земельный кадастр

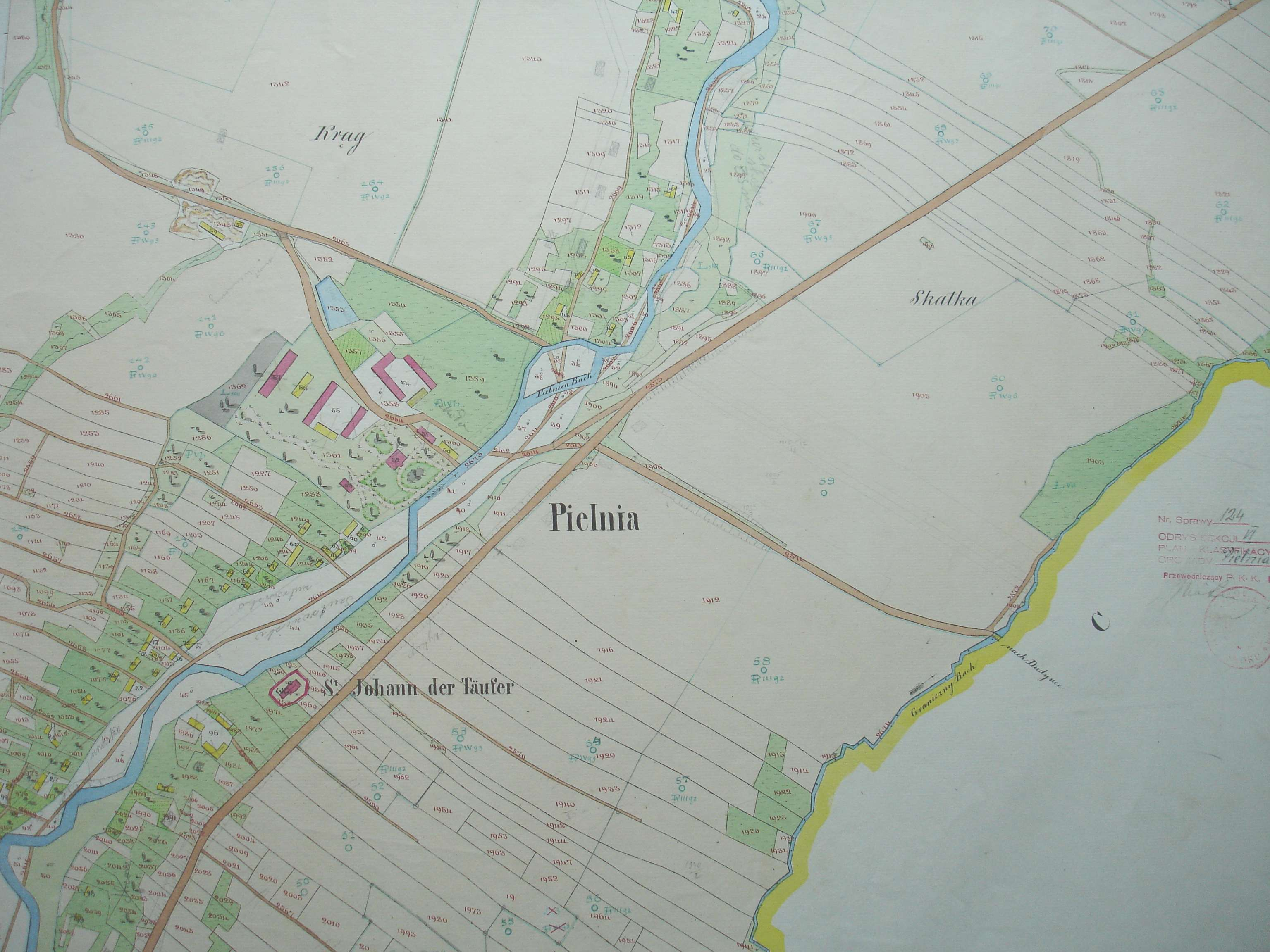
Кадастровая карта

Земе́льный када́стр — систематизированный свод документированных данных о природном, хозяйственном и правовом положении земель.

## Земельный кадастр
В Российской Федерации правила ведения земельного кадастра закреплены в Земельном кодексе.
В СССР ведение земельного кадастра было предусмотрено Основами земельного законодательства Союза ССР и союзных республик 1968 г.
Согласно федеральному закону земельный кадастр — это систематизированный свод документированных сведений, получаемых в результате проведения государственного кадастрового учёта земельных участков, о местоположении, целевом назначении и правовом положении земель Российской Федерации и сведений о территориальных зонах и наличии расположенных на земельных участках и прочно связанных с этими земельными участками объектов. Однако, пунктом 3 статьи 20 Федерального закона от 13.05.2008 г. № 66-ФЗ Закон «О государственном земельном кадастре» признан утратившим силу. С принятием в 2007 году Федерального закона «О государственном кадастре недвижимости» было введено новое понятие — «государственный кадастр недвижимости».
Согласно требованиям к оформлению земельных участков межевание стало обязательной процедурой. С 1 января 2018 года земельный надел, у которого нет межевого плана (МП), считается проблемным, и любые манипуляции с ним (продажа, оформление дарственной, раздел, объединение с другими и так далее) на практике становятся невозможными.
Государственный кадастровый учёт земельных участков — описание и индивидуализация в Едином государственном реестре земель земельных участков, в результате чего каждый земельный участок получает такие характеристики, которые позволяют однозначно выделить его из других земельных участков и осуществить его качественную и экономическую оценки. Государственный кадастровый учёт земельных участков сопровождается присвоением каждому земельному участку кадастрового номера.
Кадастровая карта представляет собой карту, которая показывает границы и право собственности на земельные участки. Некоторые кадастровые карты содержат дополнительную информацию: местные наименования участков, уникальные идентификационные номера, номера свидетельства о собственности, информацию об обслуживающих организациях, а также площади кадастровых участков. 
Государственный земельный кадастр создается и ведется в целях информационного обеспечения:
- государственного и муниципального управления земельными ресурсами;
- государственного контроля использования и охраны земель;
- мероприятий, направленных на сохранение и повышение плодородия земель;
- государственной регистрации прав на недвижимое имущество и сделок с ним;
- землеустройства;
- экономической оценки земель и учёта стоимости земли в составе природных ресурсов;
- установления обоснованной платы за землю;
- иной связанной с владением, пользованием и распоряжением земельными участками деятельности.

Сведения государственного земельного кадастра носят открытый характер, за исключением сведений, отнесенных законодательством Российской Федерации к категории ограниченного доступа.
Федеральным органом исполнительной власти, осуществляющим свою деятельность в области ведения государственного земельного кадастра, являлось Федеральное агентство кадастра объектов недвижимости (Роснедвижимость). В соответствии с Указом Президента РФ от 25 декабря 2008 г. N 1847 «О Федеральной службе государственной регистрации, кадастра и картографии» упразднено.

### Перевод земель или земельных участков из одной категории в другую
Правовое регулирование отношений, возникающих в связи с переводом земель или земельных участков в составе таких земель из одной категории в другую, осуществляется Земельным кодексом Российской Федерации, Федеральным законом «О переводе земель или земельных участков из одной категории в другую» от 21.12.2004 № 172-ФЗ иными Федеральными законами и принимаемыми в соответствии с ними иными нормативными правовыми актами субъектов Российской Федерации. Земельный кодекс содержит общие положения по процедуре перевода и соответственно в чьей компетенции находится тот или иной участок :
1. земли, находящиеся в федеральной собственности — Правительство РФ
2. земли, находящиеся в собственности субъектов РФ, земли сельскохозяйственного назначения, находящиеся в муниципальной собственности — органы исполнительной власти субъектов РФ
3. земли, находящиеся в муниципальной собственности — органы местного самоуправления
4. земли, находящиеся в частной собственности:

-земли сельскохозяйственного назначения — органы исполнительной власти субъектов РФ
-земли иного целевого назначения — органы местного самоуправления. При этом в отношении земель поселений независимо от их форм собственности установлена специальная норма : перевод земель поселений в земли иных категорий и наоборот осуществляется органами государственной власти субъектов РФ.
Состав и порядок подготовки документов для перевода земель или земельных участков в составе таких земель из одной категории в другую установлен в ст.2 Федерального закона «О переводе земель или земельных участков из одной категории в другую» от 21.12.2004 № 172-ФЗ. Как видно из содержания статьи основополагающим документом является ходатайство, в котором указываются основные индивидуализирующие признаки земельного участка — кадастровый номер, категория земель обоснование перевода, права на земельный участок.
В результате правового анализа предоставленных документов принимается либо решение о переводе либо решение об отказе. Основания для отказа законодатель чётко указал в ст.4  Федерального закона «О переводе земель или земельных участков из одной категории в другую» от 21.12.2004 № 172-ФЗ:
1. установления ограничения перевода земель из одной категории в другую либо запрета на такой перевод
2. наличия отрицательного заключения государственной экологической экспертизы
3. установление несоответствия испрашиваемого целевого назначения земель или земельных участков утверждённым документам территориального планирования и документации по планировке территории, землеустроительной либо лесоустроительной документации.

Глава 2 Земельного кодекса РФ устанавливает особенности перевода земель или земельных участков в составе таких земель из одной категории в другую. Данные особенности касаются определенных категорий таких как, земли сельскохозяйственных угодий, земли поселений, земли промышленности, энергетики, транспорта, связи, радиовещания, телевидения, информатики, земель для обеспечения космической деятельности, земли обороны, безопасности, земли иного специального назначения, земли особо охраняемых территорий, земли лесного фонда, земли водного фонда, земли запаса.
Что касается практического решения вопроса о переводе земли, то практика разнится с теорией, и в большинстве случаев процесс перевода осложняется отсутствием четкого механизма в действиях чиновнического аппарата. Некоторые собственники вынуждены в судебном порядке реализовывать своё право, предусмотренное законодателем. В последнее время сложилась определенная позиция судебных органов, нацеленная на поддержку интересов заявителей и устранение коллизий норм Земельного кодекса РФ и норм Федерального закона «О переводе земель или земельных участков из одной категории в другую».
На сегодняшний день все земельные участки в Российской Федерации можно разделить в зависимости от их целевого назначения на категории. Есть сельскохозяйственные земли, населенных пунктов, земли промышленности, энергетики и транспорта, а также земли запаса, особо охраняемые территории, земли водного и лесного фонда.
Чаще всего категория, к которой был отнесен земельный участок, определяется его историческим использованием. Информация же о целевом назначении земельного участка вносится в государственный реестр. 